# Hesíone
Hesíone, na mitologia grega, foi uma princesa troiana, filha do Rei Laomedonte, que foi dada como despojo de guerra para Télamo, rei de Salamina, e com quem teve o filho Teucro.

## Família
Hesíone era filha de Laomedonte, filho de Ilo II e Eurídice, filha de Adrasto. Laomedonte teve vários filhos: Titono, Lampo, Hicetaon, Podarces,  Hesíone, Cila, Astíoque, Proclia, Medesicaste, Étila e Bucólio, este último filho da ninfa Calibe.

## Saque de Troia por Héracles
Quando Héracles capturou Troia e entregou Hesíone como escrava de presente para Télamo, Héracles disse que Hesíone poderia escolher qualquer um e levar com ela, Hesíone então escolheu seu irmão, Podarces. Héracles disse que Podarces deveria primeiro virar escravo, e depois ser resgatado por ela; quando Podarces estava sendo vendido Hesíone tirou seu véu e usou-o para resgatá-lo, por este motivo ele mudou seu nome para Príamo, que significa "resgatado".
Télamo era filho de Éaco e Endeis.

## Filho
Teucro, filho de Télamo e Hesíone, foi impedido pelo pai de voltar para Salamina, pois havia deixado Ájax ter uma morte vergonhosa. Ájax era filho de Telamon e Peribeia.
Teucro foi para Chipre onde fundou Salamina. Evágoras, rei de Chipre, dizia ser descendente de Teucro e de uma filha de Cíniras.